# 宮千栩
宮千栩(Queenie Law)
十三歲寫作劇本投稿到電台，並得到錄製成廣播劇播出的機會，繼而展開一連串創作歷程。美術學院畢業後，任職設計公司，業餘參與同人誌創作，透過發表同人誌而被出版社發掘，出版了第一本繪本。及後為中、港、澳、臺、日等多個媒體創作漫畫、插畫、人物設定和商場佈置等。作品曾多次獲獎，並應邀出席出版社、大學及專校的藝術交流活動擔任導師和評審。
2017年開始專注水墨畫創作。水墨作品「黃金歲月」於2019年入選第十三屆全國美術作品展；於2020 年獲評選為《全球水墨畫大展2020》500幅優秀水墨畫作之一，並入圍參展《全球水墨畫大展2020》，並輯錄成作品集。
現為香港美協會員、墨色間香港水墨研究學會理事兼學術部委員。
2023年開始與人一同鑽研立體摺紙。同年，以回收物料加上水墨原素和立體摺紙技術去創作的作品《優雅的海月》，榮獲環保基金「零價時裝」可持續服飾設計獎（家庭組）大獎。

## 得獎紀錄
2024年
- 《盡我本分》——墨影匠心2024書畫攝影比賽 冠軍

2023年
- 《優雅的海月》——- 環保基金「零價時裝」 可持續服飾設計獎（家庭組）大獎

“Elegant Moon Jellyfish”——— ECF "Fashion at No Cost" Sustainable Fashion Design Awards 2023
Family Category Grand Award
2020年
- 水墨作品「黃金歲月」 獲評選為《全球水墨畫大展2020》500幅優秀水墨畫作之一，並入圍參展《全球水墨畫大展2020》，並輯錄成作品集。

2019年
- 水墨作品「黃金歲月」 入選第十三屆全國美術作品展覽

2017年
- 香港我最喜歡的兒童好讀10本好書第14屆  --- 《最後一案》福爾摩斯全彩漫畫版vol.6

2016年
- 文化部中小學生優良課外讀物推介第38次中小學生優良課外讀物評選推介  --- 《銀星名駒》福爾摩斯全彩漫畫版vol.5
- 香港我最喜歡的兒童好讀10本好書第11屆  --- 《四個簽名》福爾摩斯全彩漫畫版vol.2

2015年
- 香港我最喜歡的兒童好讀10本好書第12屆  --- 《班點帶子》福爾摩斯全彩漫畫版vol.4

2012年
- 行政院新聞局中小學生優良課外讀物推介第34次  --- 《小公主的快樂用功術》

2010年以前
- 曾參與並獲獎的比賽，包括Comic World HK 最佳原稿、封面、玩具設計...等等。

## 近年作品列表
- 《花樣年華》著色書（漢欣文化出版）
- 《一千零一夜》（福地出版）(世界出版社)
- 《漫畫甜心速成魔法》（文房文化出版）
- 《小公主的快樂用功術》（文房文化出版）
- 《血字的研究》福爾摩斯全彩漫畫版vol.1（福地出版）(世界出版社)
- 《四個簽名》福爾摩斯全彩漫畫版vol.2（福地出版）(世界出版社)
- 《波宮緋聞》福爾摩斯全彩漫畫版vol.3（福地出版）(世界出版社)
- 《班點帶子》福爾摩斯全彩漫畫版vol.4（福地出版）(世界出版社)
- 《銀星名駒》福爾摩斯全彩漫畫版vol.5（福地出版）(世界出版社)
- 《最後一案》福爾摩斯全彩漫畫版vol.6（福地出版）(世界出版社)
- 《巴家獵犬》福爾摩斯全彩漫畫版vol.7（福地出版）(世界出版社)

## 早期作品列表
- 《Cutie Diary》小莓子可愛日記，明報兒童周刊（783-810）漫畫連載
- 《夢見天使》畫集（dollykiss）
- 《夢見人形》畫集（dollykiss）
- 《夢見天使》插圖（日本漫畫季刊E*2）
- 《千草漫畫製作教室》（天下comic fans）
- 《天國貴公子DOLLY》漫畫單行本（天下出版）
- 《O.U.R家族》於CAT WALK雜誌連載。
- 《一點一滴》（明窗出版社）
- 《Tactile Labyrinth》全球首本凸圖迷宮集（視障人士亦可玩）
- 《長江7號》動畫－參與人物設定及Storyboard製作
- 《華麗魔天使》漫畫單行本（天下出版）
- 《魔法漫畫學堂Gi》漫畫單行本（天下出版）
- 《乾物女起革命》漫畫繪本（青春文化）
- 《乾物女闖情關》漫畫繪本（青春文化）
- 《港女毒男爆笑戰爭》漫畫繪本（青春文化）

## 外部連結
- 宮千栩的Facebook專頁